# Adriana Aparecida dos Santos
Adriana Aparecida dos Santos -más conocida como Adriana, (São Bernardo do Campo, 18 de enero de 1971) es una ex-jugadora brasileña de baloncesto que ocupaba la posición de base.
Fue parte de la Selección femenina de baloncesto de Brasil con la que alcanzó la medalla de plata en los Juegos Olímpicos de Atlanta 1996 y la medalla de bronce en los Juegos Olímpicos de Sídney 2000. En el ámbito no olímpico, junto al seleccionado brasileño ganó la medalla de oro en los Juegos Panamericanos de 1991 realizados en La Habana y alcanzó el mismo podio en el Campeonato Mundial de Baloncesto femenino en Australia 1994; además, fue campeona del Campeonato Sudamericano de Baloncesto adulto realizado de Perú en 1991 y 2001, Brasil en 1995 y 1999, y Chile en 1997.